# Île-d’Aix
Île-d’Aix – wyspa, miejscowość i gmina we Francji, w regionie Nowa Akwitania, w departamencie Charente-Maritime.
Według danych na rok 1990 gminę zamieszkiwało 199 osób, a gęstość zaludnienia wynosiła 167 osób/km² (wśród 1467 gmin regionu Poitou-Charentes Île-d’Aix plasuje się na 798. miejscu pod względem liczby ludności, natomiast pod względem powierzchni na miejscu 1143.).